# Église Saint-Pierre de Solutré
L'église Saint-Pierre de Solutré est une église romane située sur le territoire de la commune de Solutré-Pouilly, au pied de la fameuse Roche de Solutré, dans le département français de Saône-et-Loire et la région Bourgogne-Franche-Comté.

## Historique
Seuls l'abside et le début de la nef sont d'origine : en effet, la nef a été allongée au XIXe siècle, la voûte a été reconstruite en 1970 à la suite de son effondrement et le clocher a été remanié en 1997.

## Architecture
L'église est construite en pierre de taille assemblée en petit appareil irrégulier et est couverte de lauzes.
Elle possède un chevet simple mais élégant constitué d'une abside semi-circulaire rythmée par des pilastres entre lesquels s'ouvrent de profondes fenêtres cintrées à simple ébrasement.
Cette abside est dominée par un clocher dont le dernier étage, séparé du reste de la tour par un cordon de pierre, est percé au dernier étage de paires de baies géminées séparées par des colonnes.